# Quách A
Nàng A hay Quách A (?-40?), còn gọi Khâu Ni, là một nữ tướng thời Hai Bà Trưng trong lịch sử Việt Nam.

## Tên gọi
Theo dân gian, Khâu Ni tên là A, tục gọi Nàng A, sau thêm họ Quách nên gọi là Quách A. Khâu Ni là pháp danh sau khi xuất gia. Thời Đinh Tiên Hoàng sắc phong hiệu "Quách A Nương, phúc sinh thượng đẳng phúc thần". Đền Tam Giang thờ Khâu Ni với hiệu là Quách A Nương. Đền Nhật Chiêu thờ Khâu Ni với hiệu là Quách Gia Nương.

## Sự tích
Nàng A quê ở làng chài ngã ba Hạc, nay là phường Bạch Hạc, thành phố Việt Trì, tỉnh Phú Thọ. Theo truyền thuyết, nàng A sinh trong một gia đình họ Quách tuổi cao mới sinh được một con gái. Năm 16 tuổi, vợ chồng họ Quách qua đời, quân Hán định bắt đem dâng quan trên, nàng A bèn bỏ vào rừng, cắt tóc đi tu và lấy hiệu là Khâu Ni. Thấy cảnh người Hán hoành hành ức hiếp dân chúng nên ni cô Khâu Ni nung nấu ý chí đánh đuổi người Hán cứu dân. Tương truyền, Khâu Ni từng giúp đỡ một con hổ cái có chửa sắp đẻ, hổ từ đó không hại dân làng nữa. Nhờ đó mà Khâu Ni trở nên nổi tiếng trong vùng, nhiều người nghe tiếng theo về, được tập hợp dạy võ nghệ, huấn luyện trận pháp để chuẩn bị nổi dậy.
Năm 40, Hai Bà Trưng khởi nghĩa ở Mê Linh, cho sứ giả tới truyền hịch, Khâu Ni cầm quân tiến về Hát Giang tụ nghĩa, được phong là Tiên phong Tả tướng quân. Trong trận đánh thành Luy Lâu, Khâu Ni dẫn đạo quân của mình theo dòng sông Thao, cùng Thiều Hoa tiến vào sông Đuống cùng vào sông Dâu đánh thành. Sau khi đánh tan giặc Hán, Trưng Trắc lên ngôi vua phong cho Quách A là Khâu Ni công chúa. Khâu Ni được lệnh trở về Nhật Chiêu (nay là thôn Cựu Ấp, xã Liên Châu, huyện Yên Lạc, tỉnh Vĩnh Phúc) lập đồn lũy, rèn quân luyện tướng, khai khẩn đất hoang.
Truyền thuyết ghi lại ngày 6 tháng Giêng âm lịch, công chúa Khâu Ni nhân được mùa bèn mở hội khảo thưởng quân dân, bỗng có đám mây vàng bay xuống, công chúa bước lên rồi biến mất. Từ đó dân vùng Bạch Hạc (Việt Trì) và Nhật Chiêu (Yên Lạc) mỗi năm đều lấy ngày 6 tháng Giêng làm ngày mở lễ hội, đền Tam Giang ở Bạch Hạc là nơi mở hội chính, vừa là hình thức sinh hoạt cộng đồng chung, vừa để cầu một năm mới con cháu đuề huề, cấy hái được mùa, đánh bắt bội thu, buôn bán phát đạt. Một số sách khác chép là Khâu Ni bị ốm mất sau khi khởi nghĩa thắng lợi không lâu.

## Thờ phụng
Công chúa Khâu Ni được thời phụng tại đền Tam Giang (Bạch Hạc, Việt Trì, tỉnh Phú Thọ) và đền Nhật Chiêu (Liên Châu, Yên Lạc, tỉnh Vĩnh Phúc).
Đền Nhật Chiêu thờ phụng nhị vị đại vương Quách Gia Nương (Khâu Ni) và Thổ Lệnh Đại Vương. Ban đầu đền bị hư hại, xuống cấp, chỉ còn lại 3 gian nhà Tập Linh. Tháng 7/2014, dự án tu bổ, tôn tại đền và chùa Nhật Chiêu được khởi công với sự tham dự của Chủ nhiệm Ủy ban Kiểm tra Trung ương Ngô Văn Dụ, Phó Chủ tịch UBND tỉnh Dương Thị Tuyến, và Phó Chủ tịch Trung ương Giáo hội Phật giáo Việt Nam hòa thượng Thích Thanh Nhiễu. Tổng diện tích quy hoạch mở rộng thêm 940 m2 với tổng diện tích 2.600 m2, tổng mức đầu tư ước tính ban đầu là gần 40 tỷ, sau chỉ còn 11,2 tỷ, khánh thành giai đoạn 1 vào ngày 2 tháng 12 năm 2015.
Đền Tam Giang được cho là đã có hơn 1.300 năm tuổi, thờ phụng ba vị thần là Đức Thánh Cả (Thổ Lệnh Cao Quan Bạch Hạc Đại Vương tức Thổ Lệnh Đại Vương hay Đức Thánh Hạc), Đức Thánh Bà (Thánh Mẫu Đức Sinh Quách A Nương tức Khâu Ni) và Đức Thánh Hai (Chiêu Văn vương Tả Thánh Thái sư Trần Nhật Duật). Đền Tam Giang được 19 sắc phong qua các triều đại phong kiến. Năm 2009, đền được công nhận là Di tích lịch sử văn hóa cấp tỉnh. Đến năm 2010, đền được Nhà nước công nhận là Di tích lịch sử văn hóa cấp Quốc gia. Đền nằm trong quần thể di tích lịch sử văn hóa phường Bạch Hạc, được xây dựng với kiến trúc độc đáo theo kiểu chữ "đinh", gồm ba gian đại bái và một gian hậu cung, tổng diện tích 190m2, thiết kế theo kiểu nhà 4 mái đao cong, nhìn ra sông Lô. Cuối năm 2015, tỉnh Phú Thọ ra chủ trương cho xây dựng, mở rộng quy mô của đền Tam Giang trên nền ngôi đền xưa lên 21.000m2.